# Montalvo (Ecuador)
Montalvo è una parrocchia urbana dell'Ecuador, capoluogo dell'omonimo cantone, nella provincia di Los Ríos.